# 24000 Patrickdufour
24000 Patrickdufour este un asteroid din centura principală de asteroizi.

## Descriere
24000 Patrickdufour este un asteroid din centura principală de asteroizi. A fost descoperit pe 10 septembrie 1999 la Saint-Michel-sur-Meurthe de Laurent Bernasconi. Asteroidul prezintă o orbită caracterizată de o semiaxă mare de 2,25 ua, o excentricitate de 0,20 și o înclinație de 6,1° în raport cu ecliptica.